# Брандън Лий
Брандън Брус Лий (на английски: Brandon Bruce Lee) е американски актьор, син на легендарния филмов актьор и майстор на бойните изкуства Брус Лий.

## Биография
Брандън Лий е роден в Оукланд, Калифорния на 1 февруари 1965 г. Син е на Брус Лий и Линда Лий Кадуел. По-голям брат е на актрисата Шанън Лий.
Когато е на три месеца, семейството му се премества в Лос Анжелис, а през 1971 г. – в Хонг Конг, заради ограничените възможности за работа на баща му в САЩ. След внезапната смърт на Брус Лий, вдовицата му се връща в САЩ заедно с осемгодишния Брандън и сестра му Шанън (р. 1969 г.). Като тийнейджър Брандън е изключван от няколко училища. Изучава театрално изкуство в колежа Емерсън в Бостън в продължение на една година.
Първият филм, в който участва Брандън Лий, е Legacy of Rage (1986), сниман в Хонг Конг. Филмът е на кантонски език, който Брандън владее от дете. През същата година участва в ролята на опасен убиец в Кунг Фу: Филмът с Дейвид Карадайн, излъчен по телевизията. Завръща се към големия екран с три екшън филма – Laser Mission (1990), Showdown in Little Tokyo (1991) с Долф Лундгрен и Rapid Fire (1992).
През 1992 г. Брандън Лий е избран за ролята на главния герой – Ерик Дрейвън във филма „Гарванът“. Филмът е адаптация на популярния едноименен комикс на Джеймс О'Бар. Ерик Дрейвън е рок музикант, който се завръща от света на мъртвите, за да отмъсти на бандата, убила него и приятелката му.
Брандън Лий умира на 31 март 1993 г. при трагичен инцидент на снимачната площадка на „Гарванът“ – в пистолет, с който е планувано да се стреля по него при заснемане сцената на убийството му, вместо халосен е зареден истински патрон. Прострелян в корема, актьорът е откаран в болница, но предприетите животоспасяващи мерки са неуспешни. Брандън Лий е погребан до баща си в Сиатъл, на 3 април 1993 г.
Обстоятелствата около смъртта му дават повод за предположения, че става въпрос за планирано убийство. Проведеното разследване потвърждава версията, че става въпрос за нещастен случай. Впоследствие мерките за безопасност във филмовата индустрия стават по-строги.
По-голямата част от снимките на „Гарванът“ са приключили, когато става инцидентът. Филмът е завършен с използване на дубльори и излиза през май 1994 г. Посветен е на Лий и Хътън.

## Личен живот
През 1990 г. Брандън Лий се запознава с Елиза Хътън, която работи като личен асистент на режисьора Рени Харлин. Хътън и Лий заживяват заедно през 1991 г. и се сгодяват през октомври 1992 г. Планирано е сватбата да се състои в Мексико на 17 април 1993 г. – седмица след приключване на снимките на филма „Гарванът“, но Лий умира преждевременно.

## Филмография
Брандън Лий участва във филмите:
- 1986 – Kung Fu: The Movie – Chung Wang
- 1986 – Legacy of Rage (Long zai jiang hu) – Brandon Ma
- 1987 – Kung Fu: The Next Generation – Johnny Caine
- 1988 – Ohara (ТВ епизод) – Kenji
- 1990 – Laser Mission (още известен като Soldier of Fortune) – Michael Gold
- 1991 – Конфликт в Малко Токио – Johnny Murata
- 1992 – Rapid Fire – Jake Lo
- 1994 – Гарванът – Eric Draven